# Soyuz-5 (Cohete)
Soyuz 5  LV (en ruso: Союз-5), también conocido como Irtysh  o Phoenix,  es el nombre genérico para la nueva generación de lanzadores que está desarrollando la Agencia Espacial Federal Rusa, Corporación Estatal "Roscosmos". Es un vehículo de lanzamiento de clase media de dos etapas destinado al lanzamiento de naves espaciales no tripuladas en órbitas geoestacionarias, geoestacionarias, altamente elípticas y sincronizadas con el sol, incluido el uso de un bloque propulsor, así como el lanzamiento de vehículos de transporte tripulados.
Es una lanzadera espacial de tamaño y potencia mayor que su antecesora, la Soyuz-2 con una longitud de  60 metros y una masa de lanzamiento de más de 530 toneladas. En comparación con el Soyuz-2 el cohete necesita más combustible aunque puede portar el doble de carga útil.
El desarrollo del Soyuz 5 se realiza en el Centro Espacial Progress ubicado en la ciudad de Samara en el distrito federal del Volga en  el suroeste de Rusia. En su ensamblado se utilizan  una serie de nuevas tecnologías como la soldadura por fricción y agitación o la fabricación de alta precisión de las láminas de metal que conforman el tanque del cohete realizada mediante un software que permite que la máquina, por sí sola, calcule todos los parámetros necesarios y que doble el metal de forma automática. 
El desarrollo y construcción de Soyuz 5 se realiza en total secreto y su primer vuelo está programado para el 2023.

## Principales características técnicas
- Número de pasos: 2

- Longitud ILV (PTK / KGCH con RB DM): 65,908 / 63,706 m

- Diámetro del carenado de la cabeza: 4,11; 5,2 m

- Componentes de combustible:

Agente oxidante: Oxígeno líquido
Combustible: Naftilo
- Masa SG en Ncr = 200 km i = 51,7 °: 17,0 toneladas.

- Cosmódromo: Baikonur